# Lestodiplosis venusta
Lestodiplosis venusta är en tvåvingeart som beskrevs av Gagne 1999. Lestodiplosis venusta ingår i släktet Lestodiplosis och familjen gallmyggor. Inga underarter finns listade i Catalogue of Life.